# Harry Liedtke

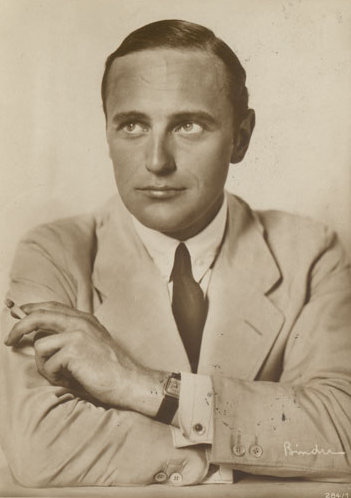
Harry Liedtke, Fotografie (um 1922) von Alexander Binder

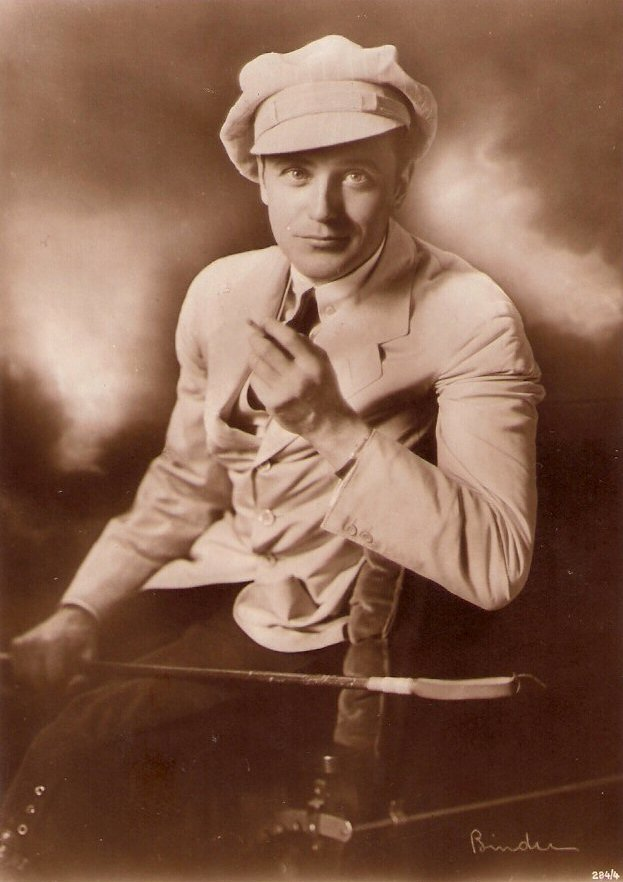
Harry Liedtke, Fotografie (um 1922) von Alexander Binder

Carl Harry Liedtke (* 12. Oktober 1882 in Königsberg; † 28. April 1945 in Bad Saarow) war ein deutscher Schauspieler.

## Leben und Werk
Liedtke wurde als siebtes von zwölf Kindern des Kaufmanns Wilhelm Liedtke geboren. Nach dem Tod seines Vaters wuchs er ab 1896 in einem Waisenhaus auf. Nach Besuch des Altstädtischen Gymnasiums und einer kaufmännischen Lehre arbeitete er in einer Kolonialwarenhandlung. Das Kennenlernen von Hans Oberländer, dem Königlichen Theaterintendanten in Berlin, veranlasste Liedtke Schauspielunterricht zu nehmen. Im Herbst 1904 hatte er bereits sein erstes Engagement im Stadttheater Freiberg und verschiedenen anderen Theaterhäusern. 1908 arbeitete er am New German Theatre in New York und 1909 am Deutschen Theater Berlin. 1913/14 spielte er in Mannheim am dortigen Hof- und Nationaltheater, danach am Berliner Residenz-Theater und nach kurzer Militärzeit ab 1916 wieder am Deutschen Theater.
Harry Liedtke hatte 1912 seine erste Rolle im Film Die Rache ist mein. Seine Rollen waren meist jugendliche Charmeure, Gentlemen und leichtsinnige Adlige. Er spielte anfangs in Messter-Produktionen und später mit vielen Größen des deutschen Films. Ab 1916 trat er in den Detektiv-Abenteuerreihen Stuart Webbs und Joe Deebs von Joe May auf. Mit Ernst Lubitsch entwickelte sich eine häufige Zusammenarbeit: Das fidele Gefängnis (1917), Die Augen der Mumie Ma (1918), Carmen (1918), Die Austernprinzessin (1919), Madame Dubarry (1919), Sumurun (1920) und Das Weib des Pharao (1921). In Georg Jacobys sechsteiliger Stummfilm-Reihe Der Mann ohne Namen, der ersten Verfilmung des Bestsellers Peter Voß, der Millionendieb von Ewald Gerhard Seeliger, spielte er die Titelrolle. Liedtke war ein Publikumsliebling und besonders in der zweiten Hälfte der 1920er Jahre auch in zahlreichen Stummfilmoperetten erfolgreich, beispielsweise 1926 in Försterchristl und 1927 in Der Bettelstudent. In dem ansonsten noch stummen Film Ich küsse Ihre Hand, Madame mit Marlene Dietrich sang er 1929 mit der Stimme von Richard Tauber den berühmten Schlager, der dem Film den Titel gab.
1930 gründete Liedtke ein eigenes Bühnenensemble (darunter: Rudolf Klein-Rogge, Traute Carlsen, Carola Toelle, Max Landa sowie Elisabeth Markus), mit dem er unter anderem 1931 in Österreich (Baden bei Wien) gastierte.
Im Nationalsozialismus war Liedtke mit Baldur von Schirach befreundet und auf der Gottbegnadeten-Liste für Schauspieler, die für die Filmproduktion benötigt wurden resp. die dem nationalsozialistischen Regime wichtig erschienen.
Im Tonfilm konnte sich Liedtke nach Anfangserfolgen (Nie wieder Liebe, Der Page vom Dalmasse-Hotel) nur schwer behaupten. Sein Alter erzwang den Wechsel von Liebhaber- zu Vaterrollen. Eine schauspielerisch anspruchsvollere Rolle erhielt er erst 1942 in Heinz Rühmanns Sophienlund. Seine letzte Rolle wurde die Hauptrolle des Professor Heink in Das Konzert (1944) von Paul Verhoeven.
Liedtke war in erster Ehe von 1907 bis 1916 mit Ernestine Emmeline Johanna Proft verheiratet. Von 1920 bis 1927 war er mit der Schauspielerkollegin Käthe Dorsch (1890–1957) und anschließend mit der Schauspielerin Christa Tordy (1901–1945) verheiratet.
Nach Besetzung von Bad Saarow durch die Rote Armee stellte sich Liedtke am 28. April 1945 in seinem Haus schützend vor seine Ehefrau Christa Tordy, welche die plündernden Sowjetsoldaten vergewaltigen wollten. Daraufhin wurde er von diesen mit einer Bierflasche erschlagen.
Harry Liedtke liegt auf dem Kirchenfriedhof der Dorfkirche Pieskow in Bad Saarow-Pieskow begraben.

## Filmografie
- 1912: Die Rache ist mein
- 1913: Zu spät
- 1913: Der wankende Glaube
- 1913: Eva
- 1913: Harry Raupach
- 1913: Schuldig
- 1914: Das Vaterland ruft
- 1915: Die Austernperle
- 1915: Der Krieg brachte Frieden
- 1915: Sein erstes Kind

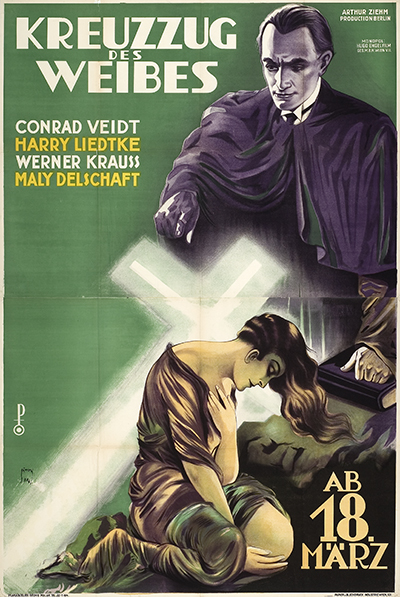
„Kreuzzug des Weibes“; Filmplakat 1926 von Lipót Sátori im Atelier Georg Pollak

- 1915: Die Söhne des Grafen Steinfels
- 1916: Wie ich Detektiv wurde
- 1916: Das rätselhafte Inserat
- 1916: Ein Blatt Papier
- 1916: Die Laune einer Modekönigin
- 1916: Leutnant auf Befehl
- 1916: Der Amateur
- 1916: Die bleiche Renate
- 1916: Arme Eva Maria
- 1916: Das Bild der Ahnfrau

- 1916: Börse und Adel
- 1917: Eine Nacht in der Stahlkammer
- 1917: Das fidele Gefängnis
- 1917: Die leere Wasserflasche
- 1917: Die Hochzeit im Excentric-Club
- 1917: Lulu
- 1917: Dornröschen
- 1917: Prima Vera
- 1917: Das Rätsel von Bangalor
- 1917: Der Ring der Giuditta Foscari
- 1918: Der Flieger von Goerz
- 1918: Das Opfer
- 1918: Der Rodelkavalier
- 1918: Die blaue Mauritius
- 1918: Carmen
- 1918: Das Mädel vom Ballett
- 1918: Der gelbe Schein
- 1918: Die Augen der Mumie Ma
- 1919: Das Karussell des Lebens
- 1919: Komtesse Dolly
- 1919: Madame Dubarry
- 1919: Vendetta
- 1919: Die Tochter des Mehemed
- 1919: Kreuziget sie!
- 1919: Die Austernprinzessin
- 1919: Moral und Sinnlichkeit
- 1919: Irrungen
- 1919: Rebellenliebe
- 1919: Retter der Menschheit
- 1919: Der Tempelräuber
- 1920: Sumurun
- 1920: Der Gefangene
- 1920: Das einsame Wrack
- 1920: Indische Rache
- 1920: Die Tänzerin Barberina
- 1920: So ein Mädel
- 1921: Der Mann ohne Namen (6 Teile)
- 1921: Mein Mann – Der Nachtredakteur
- 1922: Das Weib des Pharao
- 1922: So sind die Männer
- 1923: Der Kaufmann von Venedig
- 1923: Die Fledermaus
- 1923: Die Liebe einer Königin
- 1923: Der Seeteufel (2 Teile)
- 1924: Orient
- 1924: Die Puppenkönigin
- 1924: Ein Traum vom Glück
- 1924: Nanon
- 1924: Die Finanzen des Großherzogs
- 1925: Die Frau für 24 Stunden
- 1925: Gräfin Mariza
- 1925: Liebe und Trompetenblasen
- 1925: Um Recht und Ehre
- 1925: Die Insel der Träume
- 1926: Madame wünscht keine Kinder
- 1926: Die lachende Grille
- 1926: Die Welt will belogen sein
- 1926: Der Feldherrnhügel
- 1926: Das Mädel auf der Schaukel
- 1926: Kreuzzug des Weibes
- 1926: Der Veilchenfresser
- 1926: An der schönen blauen Donau
- 1926: Die Wiskottens
- 1926: Die Försterchristl
- 1926: Der Abenteurer
- 1926: Eine tolle Nacht
- 1926: Der Mann ohne Schlaf
- 1926: Nixchen
- 1927: Wochenendzauber
- 1927: Das Schicksal einer Nacht
- 1927: Ein Mädel aus dem Volke
- 1927: Die rollende Kugel
- 1927: Das Heiratsnest
- 1927: Das Fürstenkind
- 1927: Regine, die Tragödie einer Frau
- 1927: Die letzte Nacht (The Queen Was in the Parlour)
- 1927: Durchlaucht Radieschen
- 1927: Der Soldat der Marie
- 1927: Die Geliebte
- 1927: Faschingszauber
- 1927: Die Spielerin
- 1927: Der Bettelstudent
- 1927: Mein Freund Harry
- 1928: Der Herzensphotograph
- 1928: Der Faschingsprinz
- 1928: Der moderne Casanova
- 1928: Das Spiel mit der Liebe
- 1928: Robert und Bertram
- 1928: Amor auf Ski
- 1928: Dragonerliebchen
- 1929: Die Konkurrenz platzt!
- 1929: Vater und Sohn
- 1929: Der schwarze Domino
- 1929: Großstadtjugend
- 1929: Der lustige Witwer
- 1929: Der Held aller Mädchenträume
- 1929: Die Zirkusprinzessin
- 1929: Ich küsse Ihre Hand, Madame
- 1929: Der Erzieher meiner Tochter
- 1930: Der keusche Joseph
- 1930: Der Korvettenkapitän
- 1930: O Mädchen, mein Mädchen, wie lieb’ ich Dich!
- 1930: Delikatessen
- 1930: Donauwalzer
- 1931: … und das ist die Hauptsache!?
- 1931: Nie wieder Liebe
- 1931: Der Liebesarzt
- 1932: Liebe in Uniform
- 1933: Der Page vom Dalmasse-Hotel
- 1933: Wenn am Sonntagabend die Dorfmusik spielt
- 1934: Zwischen zwei Herzen
- 1935: Liebesleute
- 1936: Stadt Anatol
- 1937: Gefährliches Spiel
- 1938: Es leuchten die Sterne
- 1938/50: Preußische Liebesgeschichte
- 1941: Quax, der Bruchpilot
- 1942: Sophienlund
- 1943: Der Majoratsherr
- 1944: Das Konzert

## Theater
- 1926: Max Mohr: Platingruben in Tulpin (Gogolin) – Regie: Georg Kiesau (Sächsische Staatstheater Dresden – Schauspielhaus)

## Ehrungen
In Berlin-Neukölln wurde der Harry-Liedtke-Pfad nach ihm benannt.